# Ферула заилийская
Ферула заилийская (лат. Ferula transiliensis) — вид многолетних растений рода Ферула семейства Зонтичные (Apiaceae).

## Распространение
Ареал находится в Средней Азии, Памиро-Алай.
Произрастает на скалах в альпийском и субальпийском поясах.
В Казахстане встречается в Тарбагатае, Джунгарском, Заилийском и Кунгей Алатау, в Западном Тянь-Шане.

## Описание
Корень стержневой, утолщенный, шейка деревянистая, ветвистая, ветви короткие, окутанные волокнами и черешками отмерших листьев.
Стебли в числе нескольких, 40—70 см высотой, круглые, гладкие, как и листья, сизые и голые, вверху немного ветвящиеся.
Прикорневые листья собраны по нескольку, черешковые, черешки круглые, около пластинки сочлененные, последняя в очертании широкоромбическая, многократно перисто-рассечённая на мелкие ланцетовидные или ланцетовидно-яйцевидные, толстоватые, 3—10 мм длиной, дольки, иногда надрезанные на несколько лопастей.
Стеблевые листья с уменьшенной пластинкой сидят на ланцетовидных влагалищах, верхние без пластинок.
Зонтики 10—18-лучевые, без обвёрток и обвёрточек, лучи неравные, до 8 см длинной, растопыренные, зонтики 10—20-цветковые.
Лепестки 1 мм дл.;
Плоды эллиптические, сизоватые, 6—7 мм дл., спинные ребра их нитевидные, едва выдающиеся.
Цветение идёт в июле, плодоношение — в августе.